# الإنتاج العسكري خلال الحرب العالمية الثانية

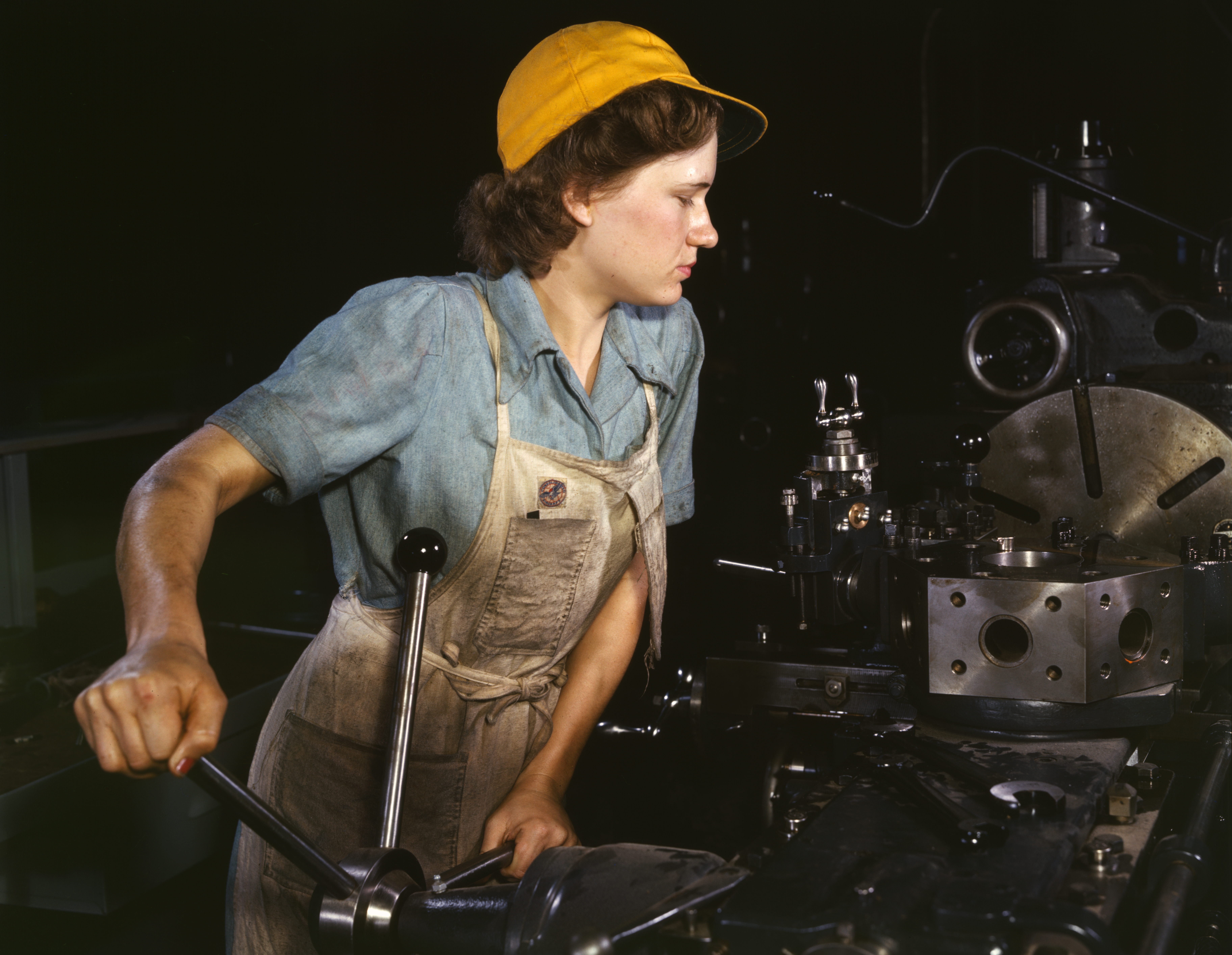

يشمل الإنتاج العسكري خلال الحرب العالمية الثانية الأسلحة والذخائر والأفراد والتمويل التي حُشدت للحرب. يعني الإنتاج العسكري، في هذه المقالة، كل شيء أنتجه المتحاربون منذ احتلال النمسا في أوائل عام 1938 وحتى استسلام اليابان واحتلالها في أواخر عام 1945.
شكل حشد الأموال والأفراد والموارد الطبيعية والمواد اللازمة للإنتاج والتزويد بالمعدات والقوات العسكرية خلال الحرب العالمية الثانية عنصرًا حاسمًا في المجهود الحربي. خلال الصراع، تفوق الحلفاء على قوى المحور في معظم فئات الإنتاج. ارتبط الوصول إلى التمويل والموارد الصناعية اللازمة لدعم المجهود الحربي بالتحالفات الاقتصادية والسياسية لكل منهما. عندما انضمت القوى المحايدة سابقًا (مثل الولايات المتحدة) إلى النزاع المتصاعد، انقلبت السيطرة على الأراضي من طرف لآخر، وهُزم المقاتلون (الطرف المهاجم)، وانزاح ميزان القوى لصالح الحلفاء (وأيضًا أصبحت الوسائل تهدف للحفاظ على الإنتاج العسكري اللازم لكسب الحرب لصالحهم).

## السياق التاريخي
خلال عقد 1930 (الثلاثينيات من القرن العشرين)، زادت القوى السياسية في ألمانيا استثماراتها المالية في الجيش لتطوير القوات المسلحة اللازمة لدعم الأهداف السياسية والإقليمية على المدى القريب والبعيد. كانت القدرات الاقتصادية والعلمية والبحثية والصناعية لألمانيا واحدة من أكثر القدرات التقنية تقدماً في العالم في ذلك الوقت والتي دعمت جيشاً سريع النمو ومبتكرًا. ومع ذلك، كان الوصول إلى والسيطرة على الموارد والقدرة الإنتاجية اللازمة لتحقيق الأهداف طويلة الأمد (مثل السيطرة الأوروبية والتوسع الإقليمي الألماني وتدمير الاتحاد السوفيتي) محدودًا. استلزمت المطالب السياسية توسيع سيطرة ألمانيا على الموارد الطبيعية والبشرية، والقدرة الصناعية والأراضي الزراعية خارج حدودها. قُيد الإنتاج العسكري الألماني بموارد خارج منطقة سيطرته، وهي ديناميكية غير موجودة لدى الحلفاء. كانت بريطانيا في 1938 قوة عظمى، مع السيطرة السياسية والاقتصادية على ربع سكان العالم وعلى الصناعة والموارد، بالإضافة إلى حلفائها المقربين من دول دومينيون المستقلة (مثل كندا وجنوب أفريقيا). من عام 1938 إلى منتصف عام 1942، نسق البريطانيون جهود الحلفاء على جميع الجبهات العالمية. لقد قاتلوا الجيوش والقوات الجوية والبحرية الألمانية والإيطالية واليابانية والفيشية في جميع أنحاء أوروبا وأفريقيا وآسيا والشرق الأوسط والهند والبحر الأبيض المتوسط والمحيطات الأطلسي والهندي والهادئ والمتجمد الشمالي. دمرت القوات البريطانية الجيوش الإيطالية في شمال وشرق أفريقيا واحتلت مستعمرات خارجية للدول الأوروبية المحتلة. بعد الاشتباكات مع قوات المحور، احتلت قوات الإمبراطورية البريطانية ليبيا وأرض الصومال الإيطالية وإريتريا وإثيوبيا وإيران والعراق. مولت الإمبراطورية وسلمت الإمدادات اللازمة بواسطة قوافل القطب الشمالي إلى الاتحاد السوفيتي، ودعمت القوات الفرنسية الحرة لاستعادة أفريقيا الاستوائية الفرنسية. أنشأت بريطانيا أيضًا حكومات في المنفى في لندن لحشد الدعم في أوروبا المحتلة من أجل جهود الحلفاء. أوقف البريطانيون أو أبطؤوا قوى المحور لمدة ثلاث سنوات في حين حشدوا اقتصادهم المتكامل عالمياً والبنية التحتية الصناعية لبناء ما أصبح -بحلول عام 1942- أكثر الأجهزة العسكرية تكاملًا في الحرب. وقد سمح ذلك لحلفائهم اللاحقين (مثل الولايات المتحدة) بتجهيز اقتصاداتهم وتطوير القوات العسكرية اللازمة للعب دور في المجهود الحربي، وللبريطانيين بأن يبدؤوا بالهجوم على جبهات عملياتها.
أدخل دخول الولايات المتحدة إلى الحرب في أواخر عام 1941 موارد مالية وبشرية وصناعية إلى عمليات الحلفاء. أنتجت الولايات المتحدة أكثر من القوات العسكرية المطلوبة منها وسلحت نفسها وحلفاءها لأكثر الحروب صناعية في التاريخ. في بداية الحرب، وضع البريطانيون والفرنسيون طلبيات كبيرة للحصول على الطائرات من الشركات المصنعة الأمريكية، ووافق الكونغرس الأمريكي على خطط لزيادة قواته الجوية بمقدار 3000 طائرة. في مايو 1940، دعا فرانكلين روزفلت إلى إنتاج 185,000 طائرة و120,000 دبابة و55,000 بندقية مضادة للطائرات و18 مليون طن من السفن التجارية في غضون عامين. أُخبر أدولف هتلر من قبل مستشاريه أن هذه كانت دعاية أمريكية. في عام 1939، كان إنتاج الطائرات السنوي للجيش الأمريكي أقل من 3000 طائرة. بحلول نهاية الحرب، أنتجت المصانع الأمريكية 300,000 طائرة، وبحلول عام 1944 أنتجت ثلثي المعدات العسكرية للحلفاء التي استخدمت في الحرب وجلبت قوات عسكرية للمشاركة في أمريكا الشمالية والجنوبية والكاريبي والمحيط الأطلسي وأوروبا الغربية والمحيط الهادئ.
أنتجت الولايات المتحدة كميات هائلة من المعدات العسكرية في أواخر عام 1945، بما في ذلك الأسلحة النووية، وأصبحت القوة العسكرية الأكثر قوةً وتقدمًا تكنولوجيًا في العالم. إلى جانب تفوقها في الإنتاج على قوى المحور، أنتج الحلفاء ابتكارات تكنولوجية؛ وذلك عن طريق مهمة تيزارد، شملت المساهمات البريطانية الرادار (كان له دور أساسي في الفوز في معركة بريطانيا)، والسونار (لتحسين قدرتهم على إغراق غواصات يو بوت)، وفتيل الاقتراب (التقريبي)؛ قاد الأمريكيون مشروع مانهاتن (الذي استبعد الحاجة لغزو اليابان). كان فتيل الاقتراب، على سبيل المثال، أكثر فعالية بخمسة أضعاف من فاعلية فتيل التماس أو القنبلة الموقوتة وكان مدمراً في الاستخدام البحري ضد الطائرات اليابانية وكان فعالًا جدًا ضد القوات البرية الألمانية لدرجة أن الجنرال جورج باتون قال إنه «فاز بمعركة الثغرة لنا».
كانت التكاليف البشرية والاجتماعية للحرب على سكان الاتحاد السوفيتي هائلة، فقد قُدّرت الوفيات لوحدها بالملايين. إدراكًا لأهمية سكانهم وإنتاجهم الصناعي في المجهود الحربي، أخلى الاتحاد السوفيتي غالبية أراضيه الأوروبية - إذ نقل 2,500 مصنع و17 مليون شخص وكميات كبيرة من الموارد إلى الشرق. بعيدًا عن متناول اليد الألمانية، أنتج الاتحاد السوفيتي المعدات والقوات المهمة لهزيمة المحور في أوروبا. خدمت أكثر من مليون امرأة في القوات المسلحة السوفيتية. توضح الإحصاءات أدناه مدى تفوق إنتاج الحلفاء على المحور. تضاعف إنتاج المعدات الآلية ثلاث مرات، وبُنيت آلاف السفن في أحواض بناء السفن التي لم تكن موجودة قبل الحرب. وفقًا لـ ويليام كنودسن، «لقد فزنا لأننا خنقنا العدو بالإنتاج الهائل، الذي لم يشاهد مثله من قبل، ولم يحلم حتى بإمكانيته». 
كان الوصول إلى موارد ومجمعات العمل الدولية الكبيرة المنضبطة والقدرة على بناء الأسلحة في سلام نسبي أمرًا حاسمًا لتحقيق النصر النهائي للحلفاء. أعلن دونالد دوغلاس (مؤسس شركة دوغلاس للطائرات): «هذا دليل على أن الرجال الأحرار يفوقون بالإنتاج العبيد».